# Département Ain
Das Département Ain [ɛ̃] (offiziell Département de l’Ain) ist das französische Département mit der Ordnungsnummer 01. Es liegt im Osten des Landes in der Region Auvergne-Rhône-Alpes und wurde nach dem Fluss Ain benannt.

## Geographie
Das Département Ain liegt zwischen den Städten Genf und Lyon und ist von den Départements Jura und Saône-et-Loire (in der Region Bourgogne-Franche-Comté) sowie Rhône, Isère, Savoie und Haute-Savoie umgeben und grenzt an die Metropole Lyon sowie die Schweizer Kantone Genf und Waadt.
Ain ist ein Département der geographischen Kontraste: Im Nordwesten erstreckt sich die Bresse, eine leicht nach Nordosten ansteigende und von der Saône begrenzte Ebene, im Südwesten die Teich- und Seenlandschaft Dombes, die von über tausend Weihern bedeckt wird. Im Osten erheben sich die Berge des südlichen Jura brüsk über die bressanische Ebene und bilden den Bugey. In den Tälern der Bergketten des Jura verlaufen die vielbefahrenen Transportachsen nach Italien oder in die Schweiz. Die Gegend um Gex wird durch die letzte östliche Bergkette des Jura vom Rest des Départements getrennt. Sie erstreckt sich bis zum Genfersee und gehört geographisch zu dessen Becken. Die Saône stellt die westliche Grenze des Départements dar. Sie wird im Wesentlichen von drei Zuflüssen gespeist: von der Reyssouze (75 km), von der Veyle (67 km) und der Chalaronne (52 km). Hauptzuflüsse der das Département im Osten und Süden begrenzenden Rhône sind neben dem Séran (42 km) vor allem der Ain (190 km), der seinerseits von 118 Zuflüssen gespeist wird.

## Wappen
Beschreibung: Auf dem gevierten Wappen liegt ein weißes Kleeblattkreuz auf.
- Feld eins in Blau ein nach links stehender hermelingefärbter Löwe
- Feld zwei in Blau drei goldene Zahnschienen und weißem Schildhaupt mit einem roten wachsenden Löwen,
- Feld drei in Blau drei (2;1) goldene Lilien zwischen denen ein roter schräglinker Einbruch liegt
- Feld vier in Rot ein hermelingefärbter Löwe

Symbolik: Löwe mit Hermelinmuster auf Blau = Gex
roter Löwe und Mauern = Familie Joinville
 Fleur de Lys und Schrägbalken = Dombes
 Löwe mit Hermelinmuster auf Rot = Herren von Bugey
 silbernes Kreuz

## Geschichte
Die ersten Einwohner ließen sich im heutigen Ain im Jahre 15.000 v. Chr. nieder. Aus dieser Zeit stammt der Menhir von Simandre-sur-Suran. Im Jahre 58 v. Chr. markierte Cäsars militärisches Vorgehen gegen die nach Gallien vorrückenden Helveten auf dem Gebiet des heutigen Ain den Beginn der Gallischen Kriege.
Unter den Merowingern gehörte Ain zum Königreich Burgund. Zu Beginn des 6. Jh. entstand hier die Diözese Belley. Große Benediktinerabteien ließen sich in den Tälern nieder. Im Jahre 843 wurde Ain durch den Vertrag von Verdun dem Königreich Lothars I. zugeschlagen. Die ersten großen Lehen („Seigneuries“) entstanden um 895 bis 900 in Bâgé und Coligny. Zahlreiche feudale Schlösser und Hügelburgen wurden errichtet. Im 12. Jh. erlebte die romanische Baukunst ihre Blütezeit.

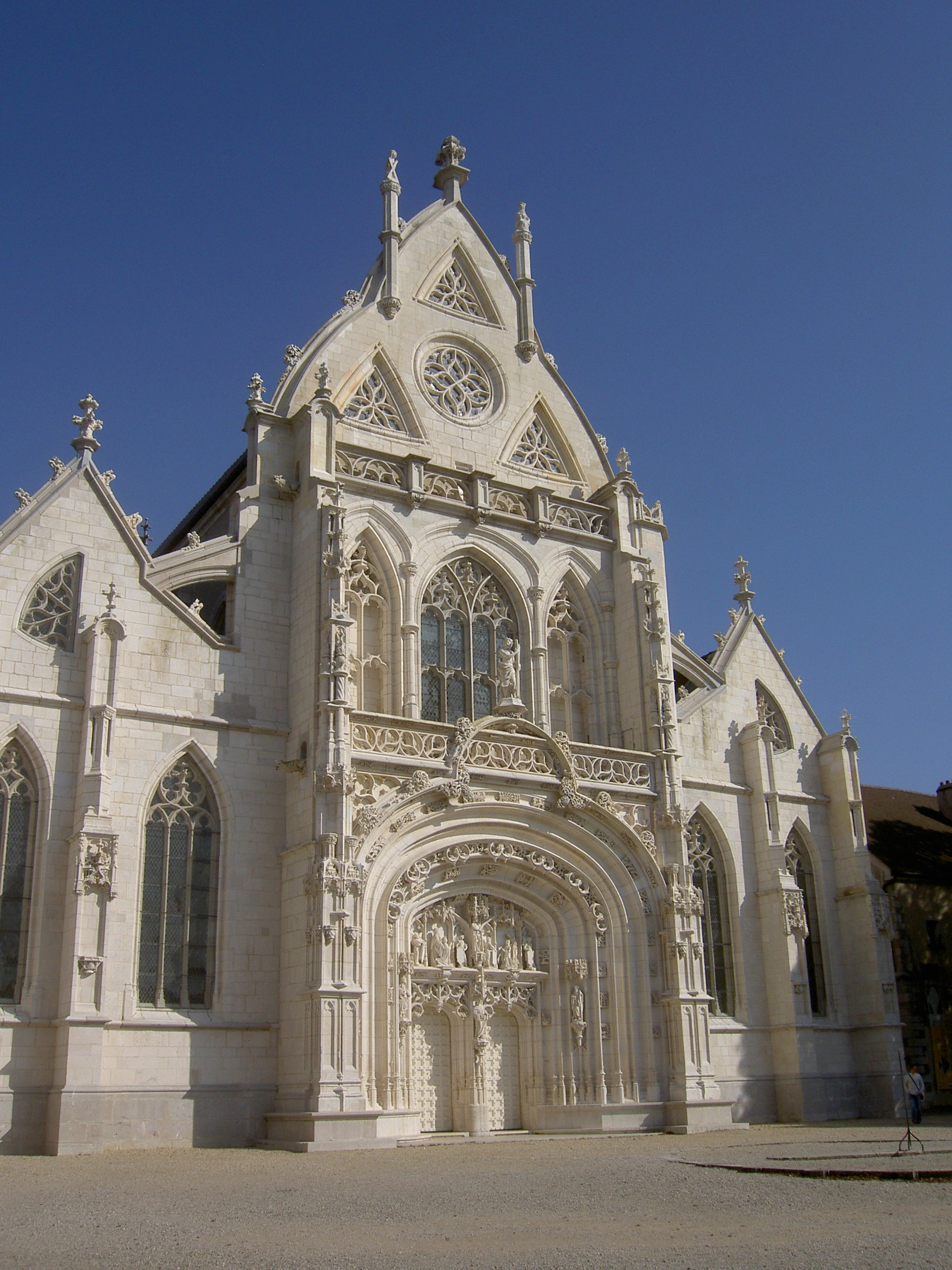
Klosterkirche Brou

Bereits im 11. Jahrhundert ließen sich die Grafen von Savoyen in Valromey und der Region von Belley nieder. Anno 1272 erhielten sie die Bresse und – durch die Verträge von Paris von 1355 – die am rechten Ufer der Rhône gelegenen Gebiete der Dauphiné sowie die Region Gex. Zu Beginn des 15. Jahrhunderts war fast ganz Ain unter savoyischer Flagge vereint. In den Städten wurden neue Klöster gegründet, Kirchen wurden nach gotischer Bauweise errichtet oder umgestaltet. Anfang des 16. Jahrhunderts – das Herzogtum Savoyen war auf dem Höhepunkt seiner Macht – fiel Ain als Erbteil an Margarete von Österreich, die Witwe Philibert II. von Savoyen. Die Herrscherin errichtete eine spätgotische Kirche samt Kloster in Brou. Bourg-en-Bresse wurde Bischofssitz.
Nach Margaretes Tod beanspruchte der französische König Franz I., ein Neffe der Herzöge von Savoyen, das Herzogtum für sich und eroberte 1536 Savoyen. Das künftige Département Ain wurde zum ersten Mal französisch. Infolge eines anno 1559 geschlossenen Vertrags wurde Savoyen mitsamt dem Gebiet der Ain jedoch an den Herzog zurückgegeben, der sogleich mit der Befestigung seiner Hoheitsgebiete beginnt.
Nur kurze Zeit später eroberte Heinrich IV. die Region erneut, doch die Zitadelle von Bourg blieb uneinnehmbar. Der Vertrag von Lyon vom 17. Januar 1601 beendete schließlich den Konflikt: Ain gehörte nun zur Provinz Burgund innerhalb des Königreichs Frankreich. Im 17. Jahrhundert erlebten Bildhauerei, Malerei und Literatur eine Blütezeit. Im 18. Jahrhundert entwickelten sich Straßen und die Kleinindustrie. Am 28. März 1762 trat der Graf von Eu, Sohn des Herzogs von Maine, die Region Dombes an Ludwig XV. ab.
Das Département Ain ist eines der 83 Départements, die am 4. März 1790 während der Französischen Revolution gebildet wurden. In Anwendung eines Gesetzes vom 22. Dezember 1789 wurden vier Gebiete Burgunds: die Bresse, der Bugey, das Fürstentum Dombes und das Pays de Gex, sowie ein Teil der Provinz Franc-Lyonnais zusammengefasst. Das Pays de Gex gehörte von 1798 bis 1814 zum Département Léman. Ain wurde in 9 Bezirke, mit 49 Kantonen und 501 Gemeinden unterteilt. Die Französische Revolution forderte im Département nicht viele Opfer, doch wurden zahlreiche außerordentlich wertvolle historische Monumente zerstört. Während des ersten Konsulats (1802) wurden die Bezirke gesetzlich abgeschafft. Der Wiener Kongress löste das Département Léman auf und schlug das Arrondissement Gex dem Département Ain zu.
Wurden während der Revolution und dem ersten Empire noch zahlreiche Gotteshäuser zerstört, wurde 1823 im Département die Diözese von Belley neu begründet. Der Pfarrer von Ars erlangte Berühmtheit. Während des zweiten Empire wurden zahlreiche Kirchen wiederaufgebaut, die Landwirtschaft erlebte einen tiefgreifenden Wandel, die Eisenbahn entwickelte sich. Diese wirtschaftlichen Entwicklungen setzten sich auch in der Dritten Republik fort.
Seine Entfernung von der Front verschonte das Département von den Zerstörungen des Ersten Weltkriegs 1914–1918. Jedoch konnte die Mehrzahl der Weinberge nicht mehr kultiviert werden und verschwanden. Die Industrialisierung des Départements begann in Oyonnax und Bellegarde-sur-Valserine. Der Staudamm von Genissiat wurde 1936 errichtet.
Der Zweite Weltkrieg 1939–1945 traf das Département Ain mit voller Wucht. Während der deutschen Besetzung Frankreichs war das Département von der für Menschen und Waren nur mit Genehmigung passierbaren Demarkationslinie zwischen der besetzten und der bis November 1942 unbesetzten Zone durchtrennt. Die seit Juni 1940 besetzten Bereiche des Départements um Gex waren zudem Teil der „Reservierten Zone“, einem für deutsche Besiedelung vorgesehenen Gebiet. Bei den Franzosen galt jene als „verbotene Zone“, da sie nur unter erheblichen Schwierigkeiten dorthin gelangen konnten. Der Tribut an den Krieg war hoch: 600 Personen wurden deportiert, die Hälfte von ihnen kehrte nicht zurück. Das Monument des Maquis in Cerdon, die Gedächtnisstätte der Kinder von Izieu und das Museum der Résistance und Deportation in Nantua erinnern an diese tragische Epoche.
In der zweiten Hälfte des 20. Jahrhunderts schritt die Industrialisierung im Département voran, begünstigt durch ein enges Straßen- und Schienennetz. Sechs Gemeinden aus dem Umland von Lyon wurden 1967 dem Département Rhône zugeschlagen.
Von 1960 bis 2015 war es Teil der Region Rhône-Alpes, die 2016 in der Region Auvergne-Rhône-Alpes aufging.

## Bevölkerung
| Name                  | Einwohner | Fläche in km² |
| --------------------- | --------- | ------------- |
| Bourg-en-Bresse       | 41527     | 23,86         |
| Oyonnax               | 22427     | 36,18         |
| Valserhône            | 16423     | 62,54         |
| Ambérieu-en-Bugey     | 14035     | 24,60         |
| Gex                   | 13118     | 32,02         |
| Saint-Genis-Pouilly   | 12544     | 9,77          |
| Miribel               | 9963      | 24,49         |
| Ferney-Voltaire       | 9766      | 4,78          |
| Divonne-les-Bains     | 9644      | 33,88         |
| Belley                | 9103      | 22,42         |
| Prévessin-Moëns       | 8233      | 12,07         |
| Meximieux             | 7743      | 13,75         |
| Lagnieu               | 7143      | 27,25         |
| Montluel              | 6964      | 40,11         |
| Trévoux               | 6845      | 5,71          |
| Viriat                | 6418      |               |
| Péronnas              | 6385      |               |
| Jassans-Riottier      | 6339      |               |
| Thoiry                | 6038      |               |
| Saint-Denis-lès-Bourg | 5747      |               |

### Gemeinden
Die nach der Einwohnerzahl größten Gemeinden sind Bourg-en-Bresse (42.065 Einwohner), Oyonnax (22.378 Einwohner), Ambérieu-en-Bugey (15.554 Einwohner) und Valserhône (16.162 Einwohner, Stand 1. Januar 2022, INSEE).

### Demographie
Das Département Ain besitzt keine große Stadt, aber ein dichtes Netz von Gemeinden und Ortschaften. Die Zahl der Einwohner sank nach der Mitte des 19. Jahrhunderts aufgrund von Landflucht ein wenig, wesentlich stärker dann während des Ersten Weltkriegs. Nach dem Zweiten Weltkrieg stieg die Zahl der Einwohner wieder an. Durch die Nähe zu Lyon, dessen Vororte den Südwesten des Départements berühren, und Genf, dessen Umland sich bis in das Pays de Gex hinein erstreckt, hat das Département ein starkes Anwachsen seiner Bevölkerung erfahren: von 339.262 Einwohnern (1968) auf 471.019 Einwohner (1990) und 638.425 Einwohner (2016). Der jährliche Bevölkerungszuwachs lag zwischen 1999 und 2006 laut französischem Statistikamt INSEE bei 1,35 % (gegenüber 0,9 % in der Region Rhône-Alpes und 0,7 % in Frankreich). Diese Steigerung ging in erster Linie auf einen positiven Migrationssaldo zurück.
Als eine Besonderheit hat das Département im Französischen keine Herkunftsbezeichnung für seine Bewohner, stattdessen wird auf die historischen Provinzen zurückgegriffen und je nach Herkunft Bressans, Bugistes, Dombistes oder Gessiens verwendet.

## Politik

### Verwaltungsaufbau

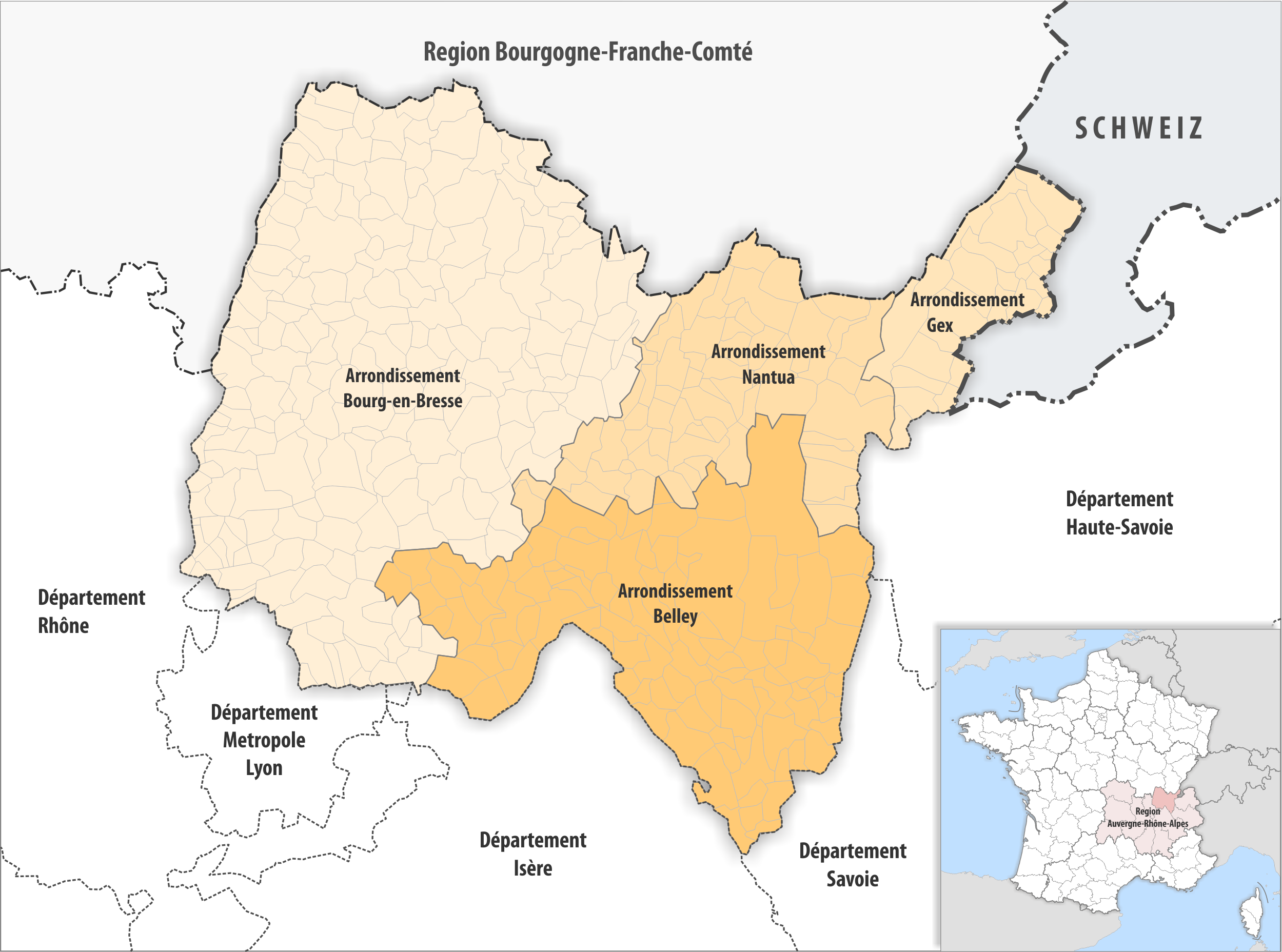
Arrondissements im Département Ain

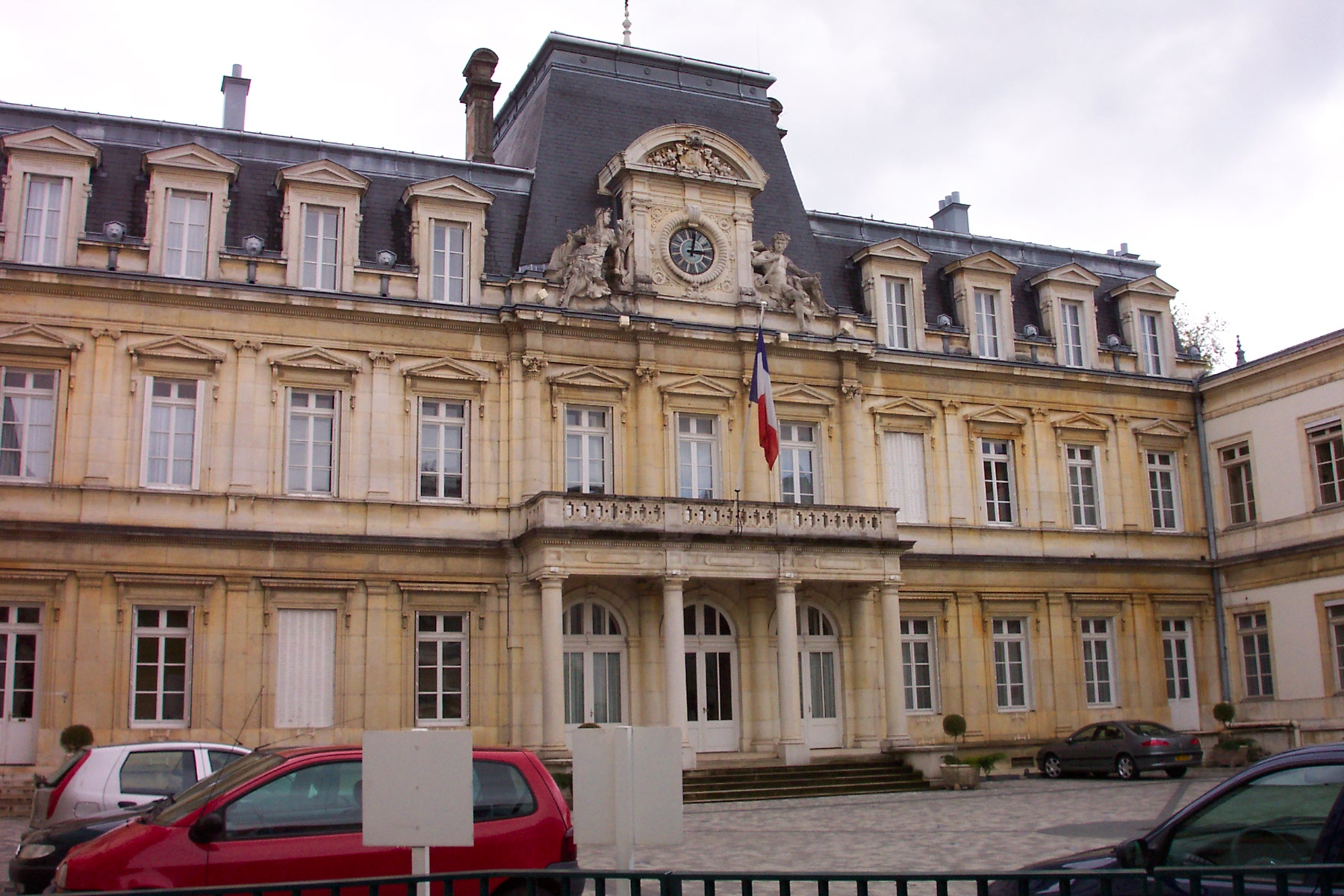
Präfektur

Das Département Ain besteht aus 4 Arrondissements und 391 Gemeinden. Seit 2016 werden die Arrondissements Gex und Nantua nur noch von einer Unterpräfektur geführt.
| Arrondissement  | Kantone | Gemeinden | Einwohner 1. Januar 2022 | Fläche km² | Dichte Einw./km² | Code INSEE |
| --------------- | ------- | --------- | ------------------------ | ---------- | ---------------- | ---------- |
| Belley          | 5       | 103       | 126.468                  | 1.584,19   | 80               | 011        |
| Bourg-en-Bresse | 12      | 199       | 345.948                  | 2.873,74   | 120              | 012        |
| Gex             | 3       | 27        | 104.770                  | 404,85     | 259              | 013        |
| Nantua          | 5       | 62        | 94.103                   | 899,80     | 105              | 014        |
| Département Ain | 23      | 391       | 671.289                  | 5.762,58   | 116              | 01         |

### Präfektencorps
| Name                | Amt                                                              | Amtsantritt    |
| ------------------- | ---------------------------------------------------------------- | -------------- |
| Arnaud Cochet       | Präfekt                                                          | August 2016    |
| Philippe Beuzelin   | Generalsekretär, Unterpräfekt des Arrondissement Bourg-en-Bresse | April 2017     |
| Julien Kerdoncuf    | Kabinettschef und Unterpräfekt                                   | Juli 2006      |
| Pascale Preveirault | Unterpräfekt des Arrondissement Belley                           | September 2015 |
| Benoît Huber        | Unterpräfekt des Arrondissement Gex                              | September 2015 |
| Benoît Huber        | Unterpräfekt des Arrondissement Nantua                           | September 2016 |

### Bürgermeister der größten Städte und der Hauptorte der Arrondissements
| Stadt             | Bürgermeister         | Partei |
| ----------------- | --------------------- | ------ |
| Bourg-en-Bresse   | Jean-François Debat   | PS     |
| Oyonnax           | Michel Perraud        | DVD    |
| Ambérieu-en-Bugey | Daniel Fabre          | DVD    |
| Valserhône        | Régis Petit           | UMP    |
| Belley            | Pierre Berthet        | DVD    |
| Gex               | Patrice Dunand        | DVD    |
| Nantua            | Jean-Pierre Carminati | DVD    |

### Conseil départemental (Departementsrat)
Der Conseil départemental ist das gewählte Parlament eines französischen Départements und teilt sich wichtige Kompetenzen mit dem von der Zentralregierung entsandten Präfekten.
Obwohl das Departement strukturell konservativ ist, war es der Mitte-Links-Politiker Jean Saint-Cyr, der nach dem Zweiten Weltkrieg fast zwei Jahrzehnte lang dem Conseil départemental vorstand. 1976 gelang der Rechten der Machtwechsel. Ihre Hegemonie hielt an, bis die PS unter Rachel Mazuir 2008 das Département zurückerobern konnte.
Bei den Kantonswahlen im März 2011 konnten die Linken ihre Mehrheit auf 27 Sitze ausbauen (19 divers gauche, 7 PS, 1 PRG) gegenüber 18 der konservativen Opposition (8 UMP, 4 Groupe indépendants et démocrates, 4 divers droite).
Bei den Wahlen im November 2015 kam es zu politischen Machtverschiebungen wie auch zu einer neuen Benennung der lokalen Institutionen. Wie in ganz Frankreich hieß das wichtigste Gremium des Departements nun conseil départemental statt conseil géneral; die Wahlen, in denen diese Gremien bestimmt wurden, élections départementales statt élections cantonales. Die konservativen Listen (Union de la Droite et du Centre) gewannen 42 der 46 Sitze (24 UMP, 11 divers droite, 7 UDI), der linken Opposition blieben lediglich 4 (2 PS, 2 divers gauche). Aktueller Präsident des Generalrates ist Jean Deguerry (LR).

### Conseil régional (Regionalrat)
Nach der letzten Verwaltungsreform wurden die Kompetenzen der Region ausgebaut, etwa im Verkehr oder in der Wirtschaftsförderung, und die Region Rhône-Alpes mit der Region Auvergne fusioniert. Bei der darauffolgenden Regionalwahl 2015 ging im Département Ain die republikanische Rechte klar als Sieger hervor, 7 der 14 Regionräte gehören LR oder UDI an. Die Linke stellt noch 4, der Front National 3. Damit verkehren sich die Verhältnisse aus der vorangegangenen Wahl.
Die wichtigsten gewählten Vertreter des Conseil régional sind auf Seiten der Konservativen Étienne Blanc, seit 27 Jahren Bürgermeister von Divonne-les-Bains und erster Vizepräsident der Region. Auf Seiten der Linken ist insbesondere Jean-François Débat, seit 10 Jahren Bürgermeister von Bourg-en-Bresse zu nennen.

### Abgeordnete im Senat und der Nationalversammlung
Das Département Ain entsendet nach einem Neuzuschnitt 2012 statt 4 nun 5 Abgeordnete in die französische Nationalversammlung. Vor 2017 konnte 1997 das letzte Mal ein Abgeordneter ein Mandat erringen, der nicht der republikanischen Rechten angehörte. Die gelbe Welle Emmanuel Macrons machte sich aber auch im Département Ain bemerkbar, mit den zwei ehemaligen Sozialisten Olga Givernet und Stéphane Trompille fielen zwei Wahlkreise an LREM. Die drei Abgeordneten der Republikaner sind Xavier Breton, Charles de La Verpillière und – am bekanntesten – der Vizevorsitzende der Republikaner, Damien Abad.
Die drei Senatoren des Départements sind Sylvie Goy-Chavent (UDI), Patrick Chaize (LR) und Rachel Mazuir (PS).

## Wirtschaft

### Allgemeines
Mit einer Arbeitslosigkeit von 5 % (gegenüber 7 % in der Region Rhône-Alpes und landesweiten 8 %), einem engmaschigen Netz von rund 11.500 kleinen und mittleren Unternehmen (KMU) und einer überdurchschnittlich stark wachsenden, exportorientierten Wirtschaft (Hauptabnehmer: Deutschland, Italien und Spanien) zählt das Département Ain zu den wirtschaftlich dynamischsten Regionen Frankreichs.

### Industrie
Ganz im Gegensatz zu seinem ländlichen Image ist das Département Ain hoch industrialisiert. Neben einer Vielzahl von KMU sind mehrere Großunternehmen von internationalem Renommee in Ain ansässig (z. B. Roset-Cinna, Grosfillex, Carrier, Smoby-Berchet, CIAT, Renault Trucks, Tréfileurope). Mit mehr als einem Drittel Beschäftigten in Industrie und Baugewerbe, liegt Ain landesweit auf dem 6. Platz der industrialisierten Départements. Innerhalb der Region Rhône-Alpes hat es den Spitzenplatz inne. Den größten Beitrag zur industriellen Entwicklung des Départements leisten die kleinen und mittleren Unternehmen. Während die Unternehmen mit mehr als 500 Angestellten nur 27 % der in der Industrie Beschäftigten auf sich vereinen, stehen die Unternehmen mit weniger als 100 Angestellten für 47 % der Beschäftigten.
Die Hälfte der in der Industrie Beschäftigten, Baugewerbe ausgenommen, arbeiten in einer der drei großen Branchen des Départements: der kunststoffverarbeitenden Industrie, der Agroindustrie und dem Maschinenbau.
Mit der kunststoffverarbeitenden Industrie, die sich hauptsächlich um die Stadt Oyonnax niedergelassen hat, verfügt das Département über einen leistungsfähigen Wirtschaftszweig, dem seit vielen Jahren ein ausgezeichneter Ruf vorausgeht. Das „Plastics Valley“ umfasst 10 % der kunststoffverarbeitenden Industrie Frankreichs und weist damit die höchste Konzentration kunststoffverarbeitender Unternehmen in Europa auf. 349 Unternehmen sind hier angesiedelt. Sie beschäftigen etwa 11.000 Personen, mehr als ein Viertel der Beschäftigten des sekundären Sektors (ohne öffentliches Baugewerbe). Im Becken von Oyonnax sind drei von vier Arbeitsplätzen direkt oder indirekt mit der Kunststoffindustrie verbunden.
Die insbesondere im geographischen Becken der Bresse konzentrierte Agrarindustrie zählt 5.056 Beschäftigte (Zahlen aus 2006). Im Gebiet von Bourg-en-Bresse steht sie für ein Fünftel der industriellen Beschäftigten, die in Schlachthöfen, der Fleischindustrie im weiteren Sinne und in Konservenfabriken arbeiten. Stützpfeiler der Agroindustrie ist eine leistungsfähige Landwirtschaft, die in der Region zahlreiche Qualitätsprodukte hervorbringt, sowie die Präsenz einiger führender Unternehmen des Wirtschaftszweigs. Die für die Bresse so charakteristische Geflügelindustrie beschäftigt lediglich 350 Personen, während der größte Teil der Agroindustrie die industrielle Fleischverarbeitung betrifft. Im Jahre 1992 haben die Stadt Bourg-en-Bresse, das Département Ain sowie die örtliche Industrie- und Handelskammer die Technologie-Plattform „Alimentec“ gegründet. Zu ihren Aufgaben zählen die angewandte Forschung, technische Unterstützung, der Technologietransfer und die Fachhochschulausbildung im Bereich Agroindustrie. Die Tätigkeit von Alimentec konzentriert sich insbesondere auf drei Achsen: Belüftungssysteme, Plastikverpackungen und angewandte Hygiene.
Sein industrielles Geflecht verdankt das Département auch der metallverarbeitenden Industrie (Kabel, Drahtzieherei, Elektrodrähte) sowie dem Maschinenbau (Automobilkarosserien, wichtigster Pol Frankreichs im Bereich der Lastwagenherstellung). Hiervon zeugen bedeutende Unternehmen wie Tréfileurope, Alcatel Cables, Renault Trucks. Das Gießereigewerbe, die metallverarbeitende Industrie und die Elektroindustrie beschäftigen etwa 8.200 Arbeitnehmer. Aufgrund der Verschiedenheit der ausgeübten Aktivitäten und ihrer Verteilung über das ganze Gebiet des Départements sind Polarisierungseffekte wie im Bereich der Kunststoffindustrie bislang ausgeblieben.
Mit mehr als 12.900 Arbeitnehmern steht das öffentliche Baugewerbe für einen beträchtlichen Anteil der Wirtschaft. Hier arbeitet rund ein Viertel der in der Industrie Beschäftigten. Die zukünftige Entwicklung des Bausektors wird durch den wirtschaftlichen und demographischen Aufschwung im Département begünstigt.
Dank des großen Waldbestandes (über ein Drittel der Fläche des Départements) beschäftigte die Holzwirtschaft im September 2007 ca. 4.500 Arbeiter.
Die Atomindustrie ist im Département ebenfalls präsent. Die Atomkraftanlage Bugey produziert rund 4,2 % der französischen Elektrizität, beschäftigt mehr als 1.350 Arbeitnehmer und sichert zudem zahlreiche Arbeitsplätze bei den zuliefernden Unternehmen. Jeden Tag arbeiten zwischen 300 und 1000 auswärtige Arbeitskräfte in der Atomanlage. Ihre Bedeutung für die örtliche Wirtschaft ist nicht zu unterschätzen.
Nebenbei gibt es noch wirtschaftliche Beziehungen zu dem CERN in der benachbarten Schweiz.
Schließlich verfügt Ain über mehrere Industriezonen. Neben dem „Plastics Valley“ und zahlreichen kleineren Gewerbegebiete, die auf lokale Initiative hin gegründet wurden, ist vor allem der 700 ha große Industriepark der Ebene des Ain zu erwähnen, der mit Sicherheit zu einem der schwerindustriellen Zentren der Region Rhône-Alpes werden wird.

### Landwirtschaft
Die diversifizierte Landwirtschaft (Vieh- und Geflügelzucht, Milchwirtschaft, Getreidewirtschaft, Gemüse- und Weinanbau), die 3,6 Prozent aller Arbeitnehmer im Département beschäftigt, bringt Produkte von nationalem und internationalem Renommee hervor. Hier sind vor allem die Bressehühner, der Blaukäse aus Gex, Grièges und der Bresse, Karpfen und Hechte aus der Dombes sowie der Wein aus dem Bugey zu nennen.
Die Gesamtzahl der landwirtschaftlichen Betriebe im Département beläuft sich auf 5.170, darunter 2.750 Vollerwerbsbetriebe. In den letzten 25 Jahren ist die Zahl landwirtschaftlicher Betriebe stetig gesunken. Waren es anno 1979 noch 14.600 Betriebe, wurden im Jahre 1988 noch 11.320 und anno 2000 noch 6.320 Betriebe gezählt. Die landwirtschaftlich genutzte Fläche erstreckt sich auf 268.361 ha, darunter 150.917 ha Ackerland und 118.000 Pflanzenkultur (Weideland, Weinbau, Obstwiesen und Baumschulen). Der Wert der landwirtschaftlichen Produktion im Département beläuft sich auf 545 Mio. €. 52 % hiervon (274 Mio. €) entfallen auf tierische Produkte (Rinder, Schafe, Schweine, Bressehühner, Karpfen, Milch), 44 % (240 Mio. €) auf die pflanzliche Produktion (Getreide, Ölpflanzen, Wein, Gemüse und Blumen) (Quelle: Landwirtschaftskammer Ain, 2006).

### Handel
Der Handelssektor umfasst 5861 Unternehmen. Darunter finden sich 717 Groß- und Zwischenhändler (12,2 %), 539 Automobilhändler und -werkstätten sowie 1643 Einzelhändler und Reparaturbetriebe (28 %) Mit 22.973 abhängig Beschäftigten und weiteren 9000 Selbstständigen leistet der Handel einen wichtigen Beitrag zur Beschäftigung im Département (Quelle: Industrie- und Handelskammer Ain, 2006). Mehr als drei Viertel der jährlichen Ausgaben der privaten Haushalte i.H.v. 4,4 Milliarden € fließen dem Handel innerhalb des Départements zu. Dieser vermag sich im Großen und Ganzen gut gegenüber auswärtiger Konkurrenz zu behaupten.

### Dienstleistungen
Der stark expandierende Dienstleistungssektor repräsentiert 46,6 % der Unternehmen und beschäftigt etwa 55.000 Arbeitnehmer (Quelle: Industrie- und Handelskammer Ain, 2006). Seit 2003 weist die Dienstleistungsbranche die meisten Beschäftigten auf. Innerhalb des Dienstleistungssektors repräsentieren die Dienstleistungen für Unternehmen 33,2 % der Arbeitnehmer. Wachsende Bedeutung kommt hierbei der IT-Beratung und den IT-Dienstleistungen zu. Auch Dienstleistungen im Bereich Erziehung, Gesundheit und Soziales sind gefragt. Sie stehen für etwa ein Viertel der im Dienstleistungssektor Beschäftigten.

### Handwerk
Mehr als 9.000 handwerkliche Betriebe zeugen von der besonderen Bedeutung dieses Sektors für das Département. Seit jeher ist das Handwerk eine essenzielle Komponente der lokalen Wirtschaft. Es beschäftigt schätzungsweise 29.000 Arbeitnehmer. Innerhalb des Handwerks ist der Produktionssektor vorherrschend. Es folgen die Baubranche, der Dienstleistungs- und der Ernährungssektor.

### Tourismus
In ökonomischer Hinsicht steht der Tourismus im Département Ain für 300 Mio. € jährlichen Umsatz und 10.000 direkte Arbeitsplätze (davon 6.665 abhängig Beschäftigte). Hinzu kommen rund 10.000 indirekte Arbeitsplätze. Im Dezember 2006 waren 2,9 % aller Beschäftigten im Département im Tourismusgewerbe tätig (Quelle: Komitee für Tourismus im Département Ain, 2006).
Anno 2006 haben 700.000 Touristen die Sehenswürdigkeiten des Département Ain (346 klassifizierte Monumente, darunter die berühmte Kirche von Brou in Bourg-en-Bresse, zahlreiche Museen, Naturparks und Wandergebiete) besucht. Seit etwa 2006/2007 schränkt der fehlende Schneefall die Wintersportaktivitäten stark ein. Die Anzahl von Skitagesausflüglern lag bei 238.200 (180.500 Ski alpin und 57.700 Langlauf). Zuvor lag der Durchschnitt bei 465.000 Tagesausflüglern pro Winter.
Der Angler- und Fahrradtourismus (27 Rundwege mit insgesamt 1.500 km) zieht jedes Jahr zahlreiche Besucher an. Die touristische Infrastruktur ist gut und vielseitig. Es werden hierfür etwa 1.100 Einrichtungen gezählt (Hotels, Campingplätze, Landgasthäuser -sog. „Gîtes“-, Ferienappartements und Gästezimmer etc.). Ihre Kapazität liegt bei insgesamt 40.850 Betten. Während der Saison 2006 wurden im Beherbergungsgewerbe 2.500.000 Übernachtungen registriert gegenüber 2.700.000 im Jahr 2002 (Quelle: Komitee für Tourismus im Département Ain, 2006).
Das Département zählt 15.000 registrierte Jäger, von denen etwa 3.500 bis 4.000 in den Dombes, einer der besten Regionen Frankreich, auf der Jagd nach Wasservögeln sind.
Zu den zusätzlichen touristischen Angeboten zählt ein Besuch des CERN in der benachbarten Schweiz, was dem Département zusätzlich Geld erbringt.
Schließlich ist auch der gastronomische Tourismus zu erwähnen. Im Département sind eine Reihe vorzüglicher Restaurants von internationalem Renommee anzutreffen, so etwa das Restaurant des französischen Starkochs Georges Blanc in Vonnas.

## Verkehr
Mehr als 4.000 km Transportwege bedienen das Département Ain. Es liegt auf dem Weg der großen nationalen und europäischen Warenströme und ist damit eine wichtige Transitregion. Neben einem gut ausgebauten Netz von ehemaligen Nationalstraßen, die im Jahre 2007 auf das Département übertragen wurden, wird das Département von 220 km Autobahn durchzogen. Für Flüge ins In- und Ausland stehen die internationalen Flughäfen von Lyon (Saint-Exupéry) und Genf (Cointrin) zur Verfügung. Darüber hinaus weist Ain mit der Rhone und Saône auch Wasserstraßen auf, über die hauptsächlich Baumaterialien (z. B. Kies) transportiert werden. Der wichtigste Hafen liegt an der Saône in Jassans-Riottier. Drei TGV-Linien des französischen Eisenbahnnetzes durchqueren das Département: die Verbindung Paris-Genf mit Halt in Bourg-en-Bresse und Bellegarde, die Verbindung Paris-Lyon über das Saône-Tal ohne Halt im Département und die Strecke Lyon-Genf mit Halt in Bellegarde-en-Valserine. Das regionale TER-Netz ist vor allem für die Anbindung nach Lyon von Bedeutung.

## Forschung und Lehre
Das Département Ain zählt mehrere Hochschulen und Forschungseinrichtungen, die sich in Bourg-en-Bresse und in Bellignat niedergelassen haben. Im Zentrum für universitäre Studien, das von der Universität Jean Moulin Lyon III nach Bourg-en-Bresse verlagert wurde, gehen 540 Studenten sechs verschiedenen Studienzweigen nach: 4 DEUG (diplôme d’études universitaires générales = 2 Jahre Studium) in den Bereichen Recht, moderne Fremdsprachen (englisch-deutsch; englisch-spanisch), Wirtschafts- und Sozialverwaltung und Betriebswirtschaft sowie eine Licence (= 3 Jahre Studium) und eine Maîtrise (= 4 Jahre) im Fachbereich Recht, letztere mit einer Spezialisierung im Handels- und Wirtschaftsrecht.
Weitere 700 Studenten werden am ernährungswissenschaftlichen Forschungs- und Technologiezentrum Alimentec in Bourg-en-Bresse zum FH-Ingenieur (Fachbereiche: Biologie, Energiewissenschaft, Informatik und Biotechnologie) oder an der Handelshochschule der Industrie- und Handelskammer in Bourg-en-Bresse ausgebildet. Des Weiteren ist in Bourg-en-Bresse auch eine Zweigstelle der pädagogischen Fakultät Lyon angesiedelt, die 450 Studienplätze für zukünftige Lehrer ausweist.
In Bellignat, im Herzen des «Plastics Valley» wurde anno 1992 eine Ingenieurshochschule errichtet, die dem Ministerium für Jugend, Bildung und Forschung untersteht. Die „Ecole Supérieure de Plasturgie“ bietet 140 zukünftigen Kunststoffingenieuren Platz und besitzt ein pluridisziplinäres Forschungslabor. Dieses ist seit 1999 vom Ministerium anerkannt und bildet fortgeschrittene Studenten und Doktoranden aus.